# Vuelo 266 de Bangkok Airways
El vuelo 266 de Bangkok Airways se estrelló el 4 de agosto de 2009 en la isla de Ko Samui, Tailandia. Era el segundo accidente aéreo de Asia en dos días. Un ATR-72 se salió de la pista y se estrelló contra una torre de control.

## Accidente

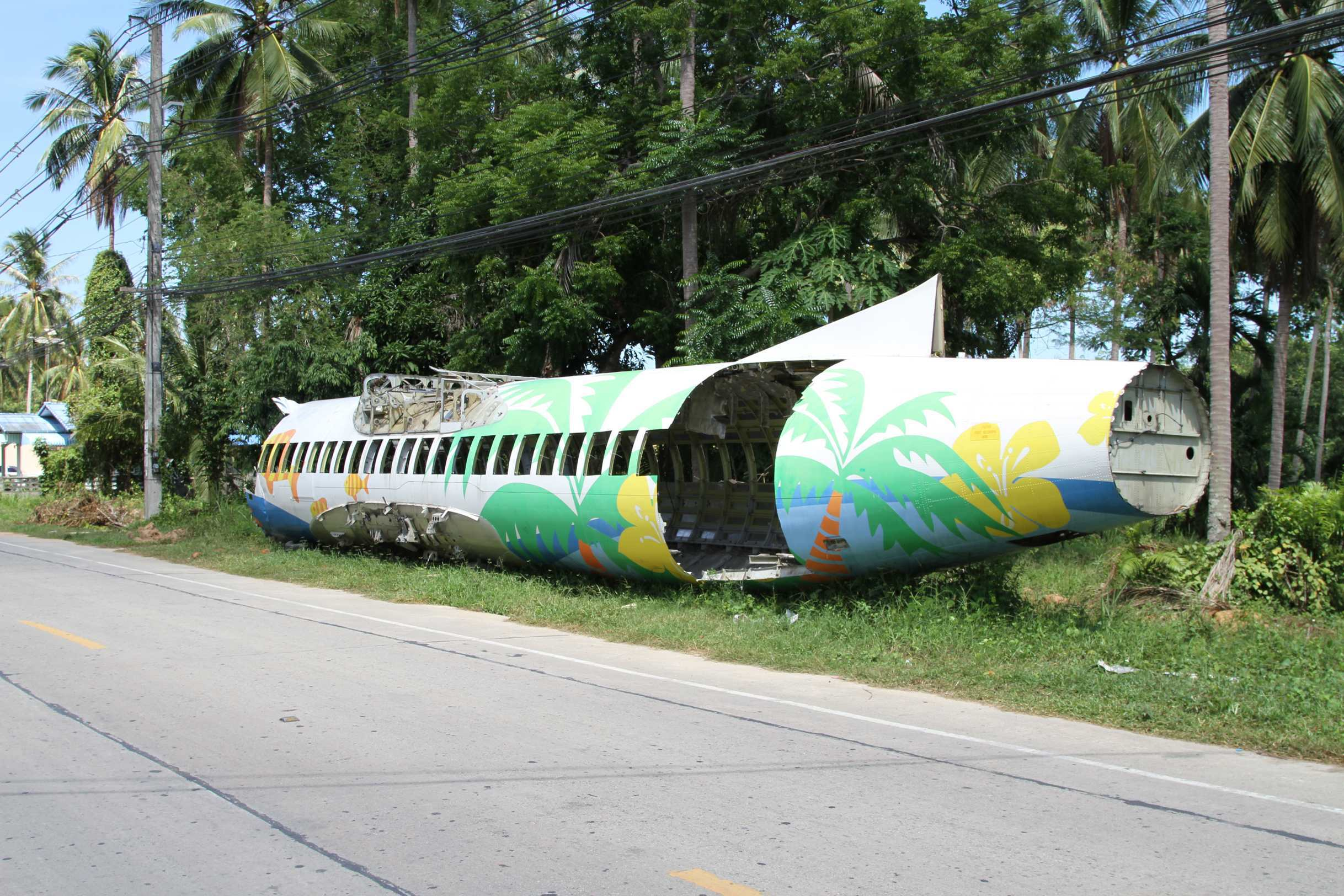
Restos del fuselaje en agosto del 2013.

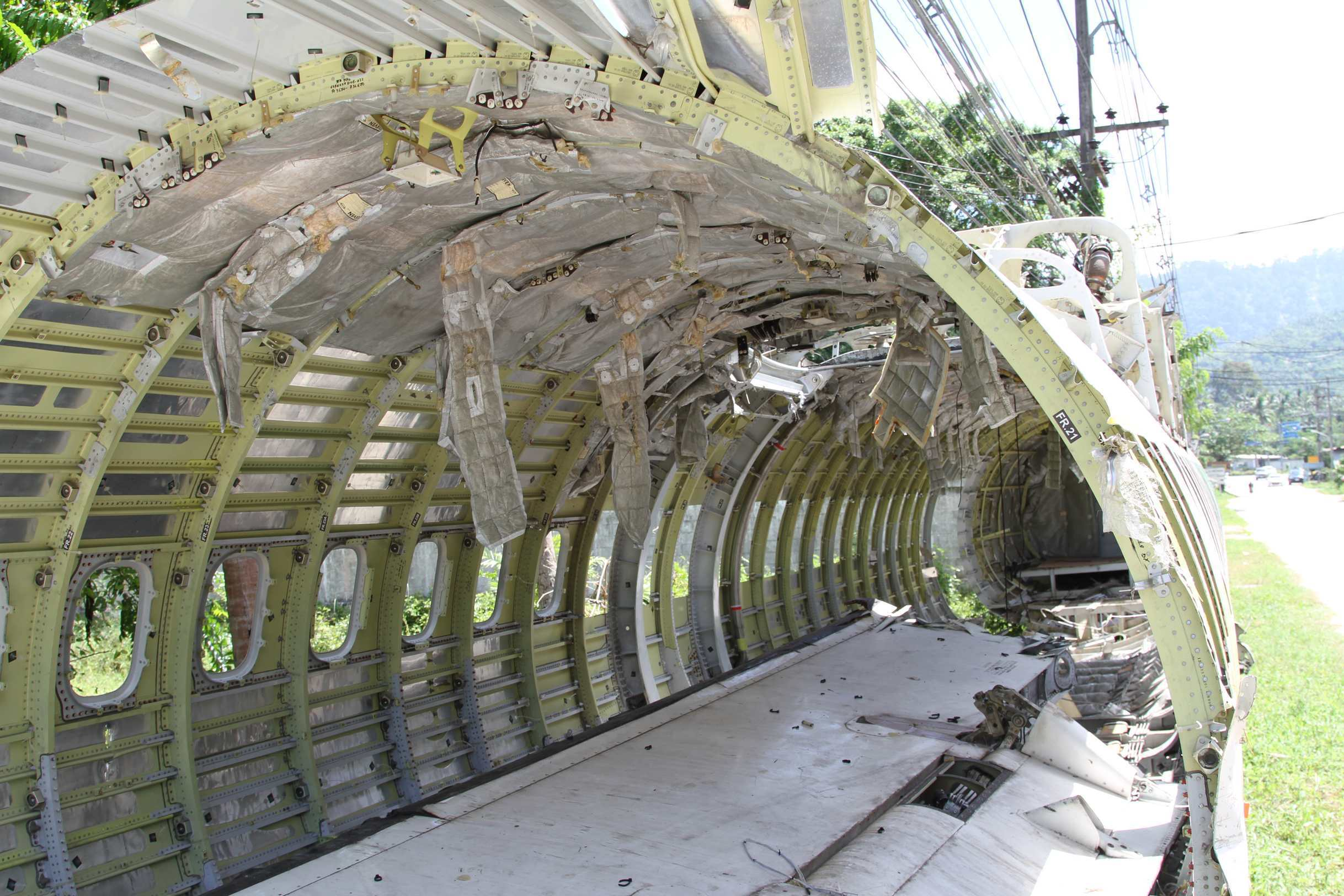
Restos del interior.

El vuelo 266 de Bangkok Airways, se disponía a enlazar dos de los más importantes centros turísticos: Krabi y Ko Samui. Pero al aterrizar, se sale de pista y se estrella contra la torre de control, y se incendia. Fallece el piloto, y 41 personas resultan heridas. El aparato, un ATR-72, tenía poco más de ocho años, y ya había operado anteriormente para Bangkok Airways.
El fuselaje de la aeronave pasó algunos años en carreteras en diferentes partes de Samui antes de ser hundido en octubre de 2013 como parte del Proyecto de arrecifes artificiales de Majcha Air Samui.